# Ніжинський консервний завод
ТОВ «Ніжинський консервний завод» — підприємство з переробки плодоовочевої продукції у місті Ніжин Чернігівської області; випускає продукцію під ТМ «Ніжин» та «Грінвіль».

## Загальна інформація
ТОВ «Ніжинський консервний завод» розташований за адресою: вул. Шевченка, буд. 160, м. Ніжин (Чернігівська область), 16610, Україна.

Основні види продукції: плодоовочева консервація, соління в вакуумній упаковці.

Основні торгові марки, що виробляються: «Ніжин», «Грінвіль».

Слоган ТМ «Ніжин»: «СПРОБУЄШ-ЗРОЗУМІЄШ!»

Підприємство з 2000 року входить до складу групи компаній Fozzy Group.

На підприємстві працюють близько 300 штатних працівників та 200 сезонних.

За рік завод переробляє близько 12 000 тон овочів.

Продукція заводу експортується більш ніж до 20 країн світу.

## Історія
Ніжинський консервний завод був створений вже за СРСР, у 1927 році. На підприємстві продовжили традиції переробки сільськогосподарської продукції на мануфактурі Гольденбергів (див. тут), які існували до того часу.
Під час Другої світової війни у ході бойових дій та в період німецької окупації завод постраждав. Але після закінчення війни у відповідності з четвертим п'ятирічним планом відновлення і розвитку народного господарства СРСР був відновлений та знову введений в експлуатацію під назвою Ніжинський овочеконсервний завод.
У 1970-ті роки основною продукцією підприємства були консервовані ніжинські огірки та інші овочеві консерви.
У 1974 році Ніжинський консервний комбінат став головним підприємством Ніжинського виробничо-аграрного об'єднання консервної промисловості (до складу якого також увійшли два радгоспа та філія центрального підприємства).
Станом на початок 1982 року до складу виробничих потужностей підприємства ввійшли шість основних цехів (причому консервний та засолювальний цехи були обладнані поточно-механічними лініями) та кілька допоміжних цехів та структурних підрозділів. До асортименту заводу входили плодоовочеві консерви (в тому числі ніжинські огірки), а також солені овочі, квашені овочі та фруктові соки.
У середині 1980-х років щорічні обсяги виробництва комбінату складали 30 тис. банок консервованих огірків, 3 млн банок маринованих огірків та 10 тис. тон солених. Продукція продавалася на всій території СРСР та експортувалася в НДР, ФРН, Англію, Бельгію, Францію, Фінляндію та Ємен.
У радянські часи комбінат входив у число провідних підприємств міста, на балансі підприємства знаходились об'єкти соціальної інфраструктури.
Після проголошення незалежності України державне підприємство було перетворено на орендне підприємство.
У травні 1995 року Кабінет міністрів України затвердив рішення про приватизацію комбінату.
У подальшому комбінат було визнано банкрутом та реорганізовано у ТОВ «Ніжинський консервний завод».
На кінець 2000-х років площа оброблюваної корисної землі підприємства становить понад 1,6 тис. га. Кількість зайнятих співробітників заводу — приблизно 1 000 осіб. Підприємство оснащене новим устаткуванням з Угорщини, Нідерландів, Німеччини, новітніми лініями з переробки сільськогосподарської продукції. Завод закуповує для переробки продукцію як у фермерських господарств району, так і у окремих громадян.
Як у радянський, так і в наш час продукція заводу має великий попит і значну популярність у споживачів — про це свідчить хоча б показник — у 2-й половині 2000-х років близько 70 % продукції підприємства йде на експорт.
Виробництву вдалося пережити кризові 1990-і роки, коли спостерігалось скорочення обсягів виробництва, т.ч. підприємство стабільно лишається провідним у галузі консервної і харчової промисловості на Ніжинщині.
Станом на кін. 2000-х років ЗАТ «Ніжинський консервний завод», разом з деякими іншими виробництвами, входить до складу групи компаній Fozzy Group, що з одного боку уможливило успішне проведення реконструкції і переобладнання консервних цехів, з іншого — спростило логістику і ринок збуту в Україні та за кордоном, наприклад, продукція заводу всередині країни продається в торгових мережах групи (гуртові гіпермаркети «Fozzy C&C», супермаркети «Сільпо», магазини біля дому «Фора» тощо).

## Сучасність
На сучасному етапі розвитку, досягнувши 90-річчя від заснування, завод переробляє понад 12 000 тон овочів на рік. Сировина для переробки вирощується на 7000 га власних посівних площ у Чернігівській, Херсонській та Закарпатській областях.
На виробництві використовуються одразу декілька окремих сучасних і високотехнологічних ліній обладнання: дві лінії для маринадів, дві для салатів, одна для ікри і одна для соку. Також в активах заводу три лінії для засолювання і дві лінії для пакування солінь і салатів. Все заводське устаткування придбано в найкращих виробників Німеччини, Італії, Угорщини, Болгарії, та України.
На підприємстві створено службу управління якістю, до складу якої входять лабораторії мікробіологічного і фізико-хімічного контролю, оснащені всім необхідним обладнанням. Система управління безпекою продукції сертифікована за стандартом ДСТУ ISO 22000: 2007, який визначає всі рівні контролю від отримання сировини і до поставки готової продукції споживачам і охоплює всі процеси, пов'язані з виробництвом, зберіганням, контролем якості, технічним обслуговуванням, доставкою тощо.
Продукція Ніжинського консервного заводу експортується до США, Німеччини, Швеції, Великої Британії, Чехії, Прибалтики, Ізраїлю, Канади, Азербайджану, Білорусі, Молдови — в цілому більш ніж до 20 країн світу.

## Продукція
Продукція Ніжинського консервного заводу — це:
- понад 40 найменувань товарів під торговою маркою «Ніжин», серед яких овочеві закуски, салати, гарніри, ікри, маринади, соуси, сік тощо;
- понад 55 найменувань продукції у вакуумній упаковці ТМ «Грінвіль» (соління з огірків і томатів, квашена капуста, морська капуста, салати по-корейськи тощо);
- бренд «Премія» для одного з найбільших рітейлерів України Fozzy Group.

Стабільною популярністю користуються огірки ТМ «Ніжин» та солоні огірки ТМ «Грінвіль», які власне і є традиційними ніжинськими огірками для Ніжинського консервного заводу.
Дивіться основну статтю: Ніжинські огірки.
І хоча вважається, що оригінальний сорт ніжинських огірків, який здобув цьому продукту таку велику популярність, втрачено, незмінними лишаються ґрунти Ніжинщини, збагачені іонами срібла, що надає огіркам неповторного смаку, й секрети традиційного соління місцевих майстрів.

## Нагороди
У 2017 році продукція Ніжинського консервного заводу брала участь у дегустаційному конкурсі міжнародної виставки продуктів харчування та напоїв WorldFood Ukraine 2017. 

За її результатами почесні золоті нагороди у номінації Вегетаріанських продуктів отримали Рататуй ТМ «Ніжин» та Морква по-корейськи ТМ «Грінвіль», в номінації консервованих овочів та фруктів — Огірки мариновані по-ніжинськи 920 г ТМ «Ніжин» та Огірки солоні «Корнішони» 500 г ТМ «Грінвіль»

## Виноски
1. ↑  "У промислову групу корпорації Fozzy Group входять Ніжинський консервний завод (ТМ «Ніжин»), Малинський м’ясопереробний завод, птахофабрика"
Ніжинські консерви продавалися добре // газета «Високий вал» (Чернігів) від 7 травня 2009